# Iglesia de Santa Columba (Segovia)
La iglesia de Santa Columba fue un templo católico bajo la advocación de Santa Columba de Sens, ubicado en la plaza del Azoguejo, junto a la escalinata que sube a la muralla y al lado del acueducto romano, de la ciudad española de Segovia, en Castilla y León. Fue rehecho en el siglo XIIII y demolido entre 1930 y 1931; en la actualidad existe una capilla con la misma advocación, levantada sobre el solar de la iglesia en 1998.

## Historia
Se desconoce la fecha de su construcción, que se llevó a cabo sobre los arenales que habían servido de rampas para subir las piedras durante la construcción del acueducto de Segovia, por lo que siempre tuvo problemas de cimentación. Ya en el siglo X mantienen las crónicas que fue restaurado por Fernán González, conde de Castilla, al reconquistar la ciudad. Por este motivo, a partir del siglo XVII fueron constantes las obras de consolidación, hasta que la noche del 17 de enero de 1818 se desplomó por completo su torre mudéjar, siendo trasladado el culto al convento del Carmen hasta que se llevaron a cabo diversas reformas. El derrumbe de la nave central producido en 1820 hizo que fuese desalojada de nuevo, y los sucesivos desplomes convirtieron el templo en ruinas. En 1828 a instancias de sus feligreses se comenzó su reconstrucción, que fue abandonada por falta de recursos.
En 1843 fue promulgada la ley de supresión de parroquias, y Santa Columba fue anexada a la parroquia de San Millán, donde tradicionalmente se siguió celebrando su fiesta el 31 de diciembre, así como otros actos religiosos, como sus Catorcenas. El Gobierno de España adquirió en 1863 los restos del edificio, que fue demolido entre 1930 y 1931. Finalmente en 1998 un grupo de vecinos crearon una hermandad y una asociación con su nombre, y levantaron una capilla en el mismo emplazamiento en el que se ubicaba la iglesia, donde recibe culto esporádicamente; además el edificio se usa con fines culturales. El espacio que ocupaba el antiguo atrio es utilizado actualmente por el Patronato Municipal de Turismo, albergando una oficina de información que está ubicada sobre la antigua cripta de la iglesia, único resto original que se conserva.

## Descripción del edificio
Su aspecto se conoce por varios grabados que se conservan realizados en el siglo XIX, así como por la documentación de la época. Se trataba de un templo levantado sobre una plataforma de granito con una escalinata lateral para poder acceder a la iglesia. Su rasgo más recalcable era la torre del campanario de estilo mudéjar. Los ábsides de la iglesia, así como la torre del campanario se situaban en la parte más próxima al acueducto. Los arcos del atrio eran en su mayoría de herradura y la plataforma estaba coronada por una balaustrada de hierro con pretiles de granito y bolas.
A nivel de la plaza del Azoguejo se encontraba una fuente de tres surtidores diseñada por Pedro de Brizuela, que aún persiste tras el derrumbe de la iglesia. Esta fuente ahora mismo está situada en la terraza que se construyó en lugar del templo durante el siglo XX. En su interior contaba con cinco capillas: la capilla mayor y otras cuatro laterales, bajo las advocaciones del Cristo de la Buena Dicha, Santa Catalina, San Juan y San Crispín. También contenía cuatro altares, un púlpito con escalera de hierro y varias lámparas de plata. El suelo de la iglesia estaba embaldosado y las paredes pintadas de blanco.